# Comunele Cehiei (U)
Aceasta este o listă a comunelor din Republica Cehă care încep cu litera U.
Această listă este generată cu date din Wikidata și este actualizată periodic de un robot.
 Editările făcute în listă vor fi șterse la următoarea actualizare!
| #  | Comună            | Populație | Suprafață (km2) | districtul                  |
| -- | ----------------- | --------- | --------------- | --------------------------- |
| 1  | Uherské Hradiště  | 24.887    | 21,26           | districtul Uherské Hradiště |
| 2  | Uherský Brod      | 16.367    | 52,06           | districtul Uherské Hradiště |
| 3  | Uničov            | 11.237    | 48,27           | districtul Olomouc          |
| 4  | Unhošť            | 5.292     | 17,42           | districtul Kladno           |
| 5  | Uherský Ostroh    | 4.209     | 26,53           | districtul Uherské Hradiště |
| 6  | Uhlířské Janovice | 3.131     | 25,46           | districtul Kutná Hora       |
| 7  | Určice            | 1.397     | 11,21           | districtul Prostějov        |
| 8  | Uherčice          | 1.120     | 13,6            | districtul Břeclav          |
| 9  | Uhřice            | 764       | 7,11            | districtul Hodonín          |
| 10 | Unkovice          | 713       | 3,72            | districtul Brno-venkov      |
| 11 | Uhřičice          | 535       | 9,22            | districtul Přerov           |
| 12 | Uhelná Příbram    | 508       | 21,81           | districtul Havlíčkův Brod   |
| 13 | Uhelná            | 469       | 22,5            | districtul Jeseník          |
| 14 | Ujčov             | 461       | 11,99           | districtul Žďár nad Sázavou |
| 15 | Uhlířov           | 413       | 3,87            | districtul Opava            |
| 16 | Uhersko           | 412       | 3,67            | districtul Pardubice        |
| 17 | Uhy               | 407       | 5,81            | districtul Kladno           |
| 18 | Uhřínov           | 394       | 6,22            | districtul Žďár nad Sázavou |
| 19 | Uherčice          | 359       | 12,51           | districtul Znojmo           |
| 20 | Uhlířská Lhota    | 350       | 9,09            | districtul Kolín            |
| 21 | Urbanice          | 317       | 2,25            | districtul Hradec Králové   |
| 22 | Uhřice            | 298       | 6,56            | districtul Blansko          |
| 23 | Ublo              | 298       | 4,64            | districtul Zlín             |
| 24 | Uhřice            | 265       | 4,39            | districtul Vyškov           |
| 25 | Unín              | 242       | 3,35            | districtul Brno-venkov      |
| 26 | Unčín             | 204       | 3,83            | districtul Žďár nad Sázavou |
| 27 | Uhřice            | 179       | 3,43            | districtul Kroměříž         |
| 28 | Urbanov           | 123       | 3,37            | districtul Jihlava          |
| 29 | Uzeničky          | 116       | 6,62            | districtul Strakonice       |
| 30 | Ujkovice          | 113       | 6,54            | districtul Mladá Boleslav   |
| 31 | Uzenice           | 102       | 5,38            | districtul Strakonice       |
| 32 | Ubušínek          | 84        | 2,78            | districtul Žďár nad Sázavou |
| 33 | Urbanice          | 65        | 3,53            | districtul Pardubice        |